# Кабальито (Буэнос-Айрес)
Кабальито[уточнить] (исп. Barrio Caballito) — один из районов Буэнос-Айреса. Расположенный в географическом центре Буэнос-Айреса, его территория совпадает с Коммуной 6. Кабальито имеет площадь 6,8 квадратного километра, а население 176 076 жителей в соответствии с Переписью 2010 года, из которых 55,2% составляют женщины и 44,8% мужчины. По переписи 2001 года число жителей составило 170 309, что составляет увеличение на 3,4%. По району проходит железнодорожная линия Línea Sarmiento (станция Caballito), линия метро A (станции: Рио-де-Жанейро, Акойт, Примера Хунта и Пуан), линия метро E (Авенида Ла-Плата и Хосе Мария Морено) и многочисленные автобусные линии.
Район ограничен улицами Авенида Хуан Б. Хусто, Авенида Сан-Мартин, Авенида Гаона, Авенида Анхель Гальярдо, Рио-де-Жанейро, Авенида Ривадавия, Авенида Ла-Плата, Авенида Директорио, Curapaligüe и Донато Альварес. Он граничит к северу с районом Вилья-Креспо, на востоке с районами Альмагро и Боэдо, на юге с районами Парке Чакабуко и Флорес и районом Вилья-Хенераль Митре на западе.
Проспект Авенида Ривадавия проходящий через район, является одним из самых важных в городе и пересекается улицами Авенида Ла-Плата / Рио-дель-Барко и Centenera / Рохас и Авенида Акойт, а затем Авенида-Хосе Мария Морено, центр района Кабашито, в этом месте вы можете купить все виды товаров и здесь сосредоточение многих линий городского общественного транспорта и линий метро.
Кабашито является одним из самых густонаселённых районов Буэнос-Айреса (25893,5 чел / км ²). Последнее вызвало много проблем в услугах и протесты жителей района, после того как многие высотные здания были возведены здесь в последние годы.

## Достопримечательности
В районе расположено много туристических мест, представляющих интерес, такие как Barrio Inglés расположенное по соседству с красивыми зданиями в британском стиле, построенные в период с конца девятнадцатого по начало двадцатого века, которые сейчас высоко ценятся и имеют большое экономическое значение.
Кабашито имеет несколько зеленых зон. Парк Ривадавия, расположенный в центре города, является наиболее характерным. Кроме того здесь расположены Парк Сентенарио и Пласа Ирленда, Плаза Пласа Прмера Хунта.
В религиозном аспекте, Parroquia Nuestra Señora de Caacupé, церковь принадлежала ирландским монахиням и с восьмидесятых годов прошлого века была открыта под патронажем Virgen de Caacupé. В районе есть и другие католические церкви -Базилика Nuestra Señora de los Buenos Aires, la Parroquia de Santa Julia, la Parroquia de Nuestra Señora de los Dolores и la Iglesia San José de Calasanz
В районе также находятся важные католические учебные заведения, такие как Colegio Marianista, el Colegio San José de Calasanz, el Colegio Santa Rosa, el Instituto Divino Rostro, el Colegio Santa Brígida и el Colegio Monseñor Dillon.
Colegio San Cirano и el El Colegio Canadá преподают на английском и испанском языках.
Университет Буэнос-Айреса представлен в районе факультетом искусств, расположенном на улице Пуан 480, в здании старой табачной фабрики.
Институт Instituto Universitario de la Policía Federal Argentina, который фактически является университетом федеральной полиции, находится на углу Росарио-стрит и авеню Хосе Мария Морено.
Университет Universidad Maimónides также имеет свою штаб-квартиру в этом районе.
Здравоохранение в районе представлено больницей Hospital Durand, Городским санаторием доктора Хулио А. Мендез, и Институтом Луи Пастера.
Здесь можно совершить поездку на "Историческом трамвае Буэнос-Айреса"  который был организован Ассоциацией друзей Трамвая, что напоминает местным жителям о прошлом транспорта, в районе.
Старый Mercado del Progreso, являющийся закрытой ярмаркой, где можно купить все виды пищевых продуктов и специй.
На углу проспектов Авенида Хосе Мария Морено и Авенида Педро Гойена находится здание которое 98 лет служит для хранения и распределения воды. Место было выбрано потому, что это оно из самых высоких в Буэнос-Айресе.
Географический центр города Буэнос-Айреса находится в райне Кабальито. Оно находится на проспекте Авенида Авельянеда.
С 1812 года здесь действует Аргентинский музей естественных наук имени Бернардино Ривадавия.

## Клубы
В районе расположены различные клубы в, наиболее важным из них является клуб Феррокарриль Оэсте, основанный в Кабашито в 1904 году, и до сих пор сохраняет свои шедевры, как например, сиденье Федерико Гарсиа Лорки, он имеет свой стадион Arquitecto Ricardo Etcheverri на улице Авенида Авелланеда. Профессиональный футбол является стимулом для клуба, который победил в период своего расцвета в двух официальных национальных чемпионатах Первого дивизиона, плюс ещё 3 Subcampeonatos Oficiales, добавив шесть титулов во втором дивизионе. Местный волейбольный клуб выиграл четыре матча в Национальной лиге, 4 Чемпионата Южной Америки и три чемпионата Аргентины. Баскетбольный клуб Ферро является одним из самых больших клубов в стране, игравший в Национальной баскетбольной лиге Аргентины и 3-х чемпионатах Sudamericano de Clubes. Клуб Ferro Carril Oeste, входит во вторую категорию аргентинского футбола
Другие клубы - Club Italiano основан в 1896 году со штаб-квартирой в Parque Rivadavia, Club Portugués и Caballito Juniors входят 1-й дивизион аргентинского мини-футбола.

## Происхождение названия
15 февраля 1821 года генуэзский иммигрант Николас Вила построил дом между улицами Авенида Ривадавия, Эмилио Митре, Авенида Juan B. Альберди и Виктор Мартинес. На этой земле он построил дом с четырьмя спальнями, выделяя этаж под продуктовый магазин. Продуктовый магазин был расположен на берегу то, его старое название было Camino Real del Oeste, сегодня здесь Авенида Ривадавия, на углу с улицей Эмилио Митре. В дверях помещений, Вила поставил мачту с латунным флюгером содержащим фигуру лошади, следовательно, заведение прославилось как "la pulpería del caballito (лошадиное заведение)", которое и дало своё имя окрестностным землям. Это флюгер стоит с 1925 года в Историческом музее Лухан, а с 20 мая 2010 в Музее Скульптуры Луис Перлотти, благодаря инициативе жителей района, и вмешательству правительства Города Буэнос-Айрес.
Флюгер, который сегодня можно увидеть на площади Примера Хунта был сделан во второй половине XX века скульптором Луисом Перлотти и завершен после его смерти скульптором Хуаном Карлосом Ферраро. Он был расположен на текущем месте 3 ноября, 1969.

## История
Первые исторические сведения о районе нынешнем районе Кабашито появились в начале семнадцатого века, упоминающие об этой местности капитаны Педро Уртадо де Мендоса, дон Диего де Тригуерос и Дон Доминго Гривео.
В восемнадцатом веке, эти земли уже были усадьбами где работали черные рабы, которые выращивали различные продукты, такие как персики, айва, виноград. Были также несколько печей для производства кирпича. Раздел наследства между владельцами усадьб в течение поколений привел к тому-что наследство,  редко превышало десять гектаров.
Таким образом, Буэнос-Айрес когда он начал расширяться на западе, особенно с середины девятнадцатого века, площадь была уже известна под названием Кабальито Пулпериа, она была заселена и урбанизирована. Но большой для развития района пришёл после строительства Западной железной дороги, проложенной в Буэнос-Айресе и открытой в 1857 году, соединяющей площадь Пласа Лавалль до станции Floresta, которую через несколько лет продлили в провинции Буэнос-Айрес.
В Буэнос-Айрес расширялся и вскоре поглотил деревню Сан-Хосе-де-Флорес, жители которой и сегодня и используют поезд чтобы путешествовать из своих домов в центр города по выходным. Но на протяжении многих лет и миграционных потоков, которые пришли со всей Европы, особенно после 1880 года, район подчеркнул свою урбанизацию и исчезает земля для продажи в качестве строительных участков. В первой половине XX века, Кабальито становится районом среднего класса и торговой буржуазии, которые вышли из среды европейской иммиграции, строившие для себя особняки такие как дворец Palacio Videla Dorna (сегодня военно-морской школа).
В Районе появилась линия метро проложенная компанией Compañía Anglo-Argentina, которое прошло до площади Примера Хунта в конце 1914 года что дало жителям довольно быстро доезжать до Площади Мая, район переживает строительный бум, который принес первые жилые многоэтажные здания что привлекло средний класс. Площадь Примера Хунта стала коммерческим центром и транспортным узлом, на углу проспекта Ривадавия и улицы Авенида Акойт открылся Парк Ривадавия в 1928 году.
После принятия Закона о Кондоминиуме в 1948 году, произошёл новый строительный бум в виду сноса старинных усадеб девятнадцатого века, окрестности района быстро измененились в связи с массовым строительством жилых и коммерческих зданий полностью современной архитектуры. Тем не менее, несмотря на такие изменения, маленькие улицы Кабашито по-прежнему характеризуется своими густыми рощами бананов и домов классических стилей, французского, итальянского, нео-колониального или арт-деко. 
В последнее десятилетие, в районе произошёл всплеск строительства зданий, которые полностью изменили внешний вид улиц района, которые до этого времени были заняты в основном в домашними хозяйствами и малыми предприятиями. Строительство было ограничено на севере Кабашито, и где был построен торговый центр на территории бывшей железной дороги, а в южном Кабальито строительство недвижимости продолжилось.